# مالا
 مالا   روستای کوچکی  از توابع بخش مرکزی شهرستان بندر لنگه  در استان هرمزگان واقع در جنوب  ایران.

## محدوده مالا
از شمال  باورد، از جنوب جشه، از مغرب روستای جنگل، و از سمت مشرق به بارچاه محدود می‌گردد.

## جمعیت
جمعیت آن ۵۰ نفر (۱۳ خانوار) است که اهل سنت و از پیروان امام محمد ادریس شافعی هستند. دارای مسجد و برکه (آب‌انبار) می‌باشد. ساکنان این روستا از نژاد عرب هستند و بزبان عربی تکلم می‌کنند.

## پیشه
پیشهٔ بیشتر مردم این روستا دامداری و کشاورزی و بازرگانی است.